# Mogölsmyrens naturreservat
Mogölsmyren är ett naturreservat i Breareds socken i Halmstads kommun och Femsjö socken i Hylte kommun på gränsen mellan Halland och Småland.

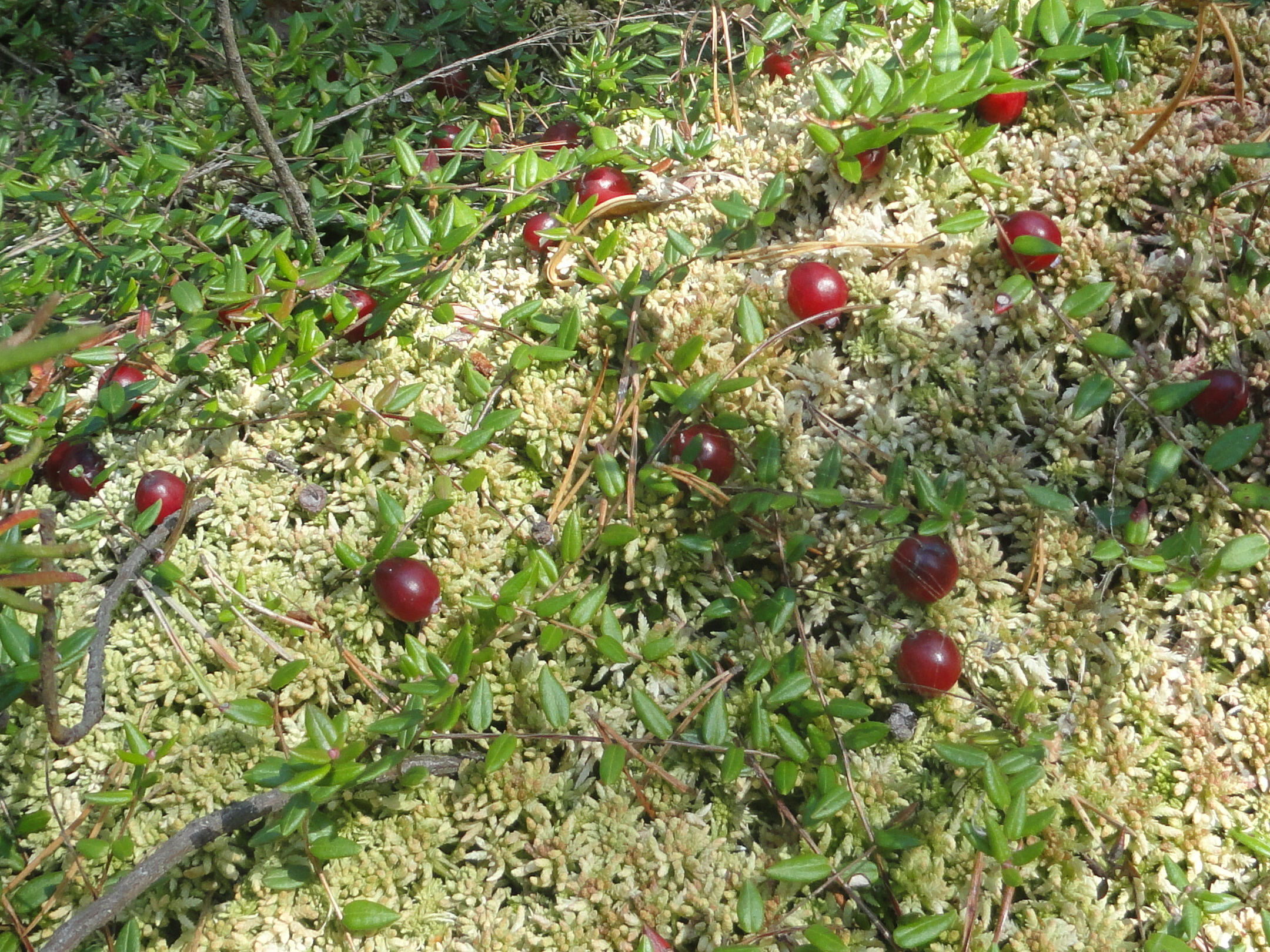
Tranbär

Reservatet är 33 hektar stort, skyddat sedan 1972 och ingår i Natura 2000. Det är beläget 4 km nordost om Bygget.
Området ingår i ett större myrkomplex, Ringmossen, och bidrar med vatten till Fylleån. Vitmossor skiftar i rött och grönt. Här växer sileshår, tranbär och hjortron.